# Jelle Kuijper
Jelle Kuijper (28 augustus 1969 – 16 november 2008) was een Nederlands gitarist. Hij maakte deel uit van de band Grof Geschut.
Kuijper groeide op in Zoetermeer. Hij speelde vanaf zijn dertiende gitaar en was actief in verschillende lokale bandjes, onder meer in New Frontier en Fast Lane. Hij studeerde Culturele maatschappelijke vorming in Den Haag en vervolgens een gitaarstudie aan het Rotterdams Conservatorium. Hij was werkzaam als gitaarleraar.
Met Thijn Teeuwissen, met wie hij eerder in New Frontier en Fast Lane speelde, Leonie van der Klein en Hans Paulides richtte hij in 1997 de band Grof Geschut op. De band bracht twee albums uit en had in 1999 een hitje met "Moe". Ze speelden tijdens de Marlboro Flashback Tour werk van The Police, stonden in het voorprogramma van Kane en deden met Skik en Te Water in 2002 een tournee langs Nederlandse schouwburgen.
Naast gitaar speelde Kuijper basgitaar, drums en piano. Hij overleed op 39-jarige leeftijd aan een hartinfarct tijdens zijn slaap.